# اکولمان
اکولمان (به اسپانیایی: Acolman) در مکزیک است که در state of mexico واقع شده‌است.

## خصوصیات
اکولمان ۸۶٫۸۸ کیلومترمربع مساحت و ۱۳۶٬۵۵۸ نفر جمعیت دارد و ۲٬۲۵۴ متر بالاتر از سطح دریا واقع شده‌است.